# Parc naturel régional Pfyn-Finges
Le parc naturel Pfyn-Finges (en allemand Regionaler Naturpark Pfyn-Finges) est une aire protégée dans le canton du Valais, en Suisse.

## Toponymie
Le parc tire son nom du bois de Finges, dont la traduction allemande est « Pfynwald ». Le nom propre « Finges » vient quant à lui de « fines », « limite » en latin,. Le site porte le nom Fingio en 1321, Fynio en 1376 puis Finges en 1417. Le nom allemand, « Pfyn » est une forme alémanisée de « fines ».

## Géographie

### Localisation et frontières
Situé dans le canton du Valais, le parc s'étend sur 276,5 km2. Le parc se trouve sur le territoire des communes d'Arbignon, Agarn, Crans-Montana, Gampel-Bratsch, Guttet-Feschel, Loèche, Loèche-les-Bains, Oberems, Salquenen, Sierre, Unterems, Varonne.

### Climat
| Mois                              | jan. | fév. | mars | avril | mai | juin | jui. | août | sep. | oct. | nov. | déc. | année |
| --------------------------------- | ---- | ---- | ---- | ----- | --- | ---- | ---- | ---- | ---- | ---- | ---- | ---- | ----- |
| Température minimale moyenne (°C) | −8   | −9   | −7   | −4    | 1   | 4    | 6    | 7    | 4    | 1    | −4   | −8   | −1,4  |
| Température maximale moyenne (°C) | −1   | −2   | 0    | 4     | 10  | 14   | 16   | 16   | 13   | 9    | 3    | 0    | 6,8   |
| Précipitations (mm)               | 111  | 106  | 90   | 76    | 101 | 90   | 86   | 82   | 78   | 73   | 83   | 119  | 1 095 |